# グランドコントロール 乱気流
『グランドコントロール 乱気流』（グランドコントロール らんきりゅう、Ground Control）は、1998年のアメリカ合衆国のパニック映画。
監督はリチャード・ハワード、出演はキーファー・サザーランドとブルース・マッギルなど。
雷雨によりパニック状態の空港とジャンボ機墜落の危機を背景に、航空管制官たちの不安や緊張を描いている。
本国アメリカでは劇場公開されず、DVDスルー。日本では劇場公開の後、『乱気流 グランドコントロール』のタイトルで1998年11月27日にVHSが、また1999年1月25日にDVDが発売された。その後、2008年6月6日に『キーファー・サザーランド in エアポート24時』のタイトルでDVDが再発売された。
『乱気流/グランド・コントロール』や『グランド・コントロール 乱気流』とタイトル表記されることもある。

## キャスト
| 役名                   | 俳優                         | 日本語吹替   | 日本語吹替 |
| 役名                   | 俳優                         | VHS・旧DVD版 | 新DVD版    |
| ---------------------- | ---------------------------- | ------------ | ---------- |
| ジャック・ハリス       | キーファー・サザーランド     | 大塚芳忠     | 小山力也   |
| T・C・ブライアント     | ブルース・マッギル           | 辻親八       | 石田圭祐   |
| ジュリー・アルブレヒト | クリスティ・スワンソン       | 幸田夏穂     | 堀越知恵   |
| クルーズ               | ロバート・ショーン・レナード | 青山穣       | 平川大輔   |
| スーザン・ストラットン | ケリー・マクギリス           | 藤生聖子     | 山像かおり |
| アマンダ               | マーガレット・チョー         |              |            |
| ランディ               | チャールズ・フライシャー     | 長島雄一     | 遠藤純一   |
| ジョン・クイン         | ヘンリー・ウィンクラー       | 仲野裕       | 河相智哉   |

・VHS・旧DVD版：タキ・コーポレーションVHSとハピネット・ピクチャーズのDVDに収録

・新DVD版：ジェネオンエンタテインメントのDVDに収録。タイトルも再発売時の「キーファー・サザーランド IN エアポート24時」と一新されている

## 作品の評価
Rotten Tomatoesによれば、5件の評論のうち高評価は40%にあたる2件で、平均して10点満点中4.55点を得ている。